# Centro Cultural Marieta Telles Machado
O Centro Cultural Marieta Telles Machado é um complexo de espaços culturais situado na Praça Pedro Ludovico Teixeira, n.º 2, no Centro de Goiânia, em Goiás. O edifício, no estilo arquitetônico de art déco, já serviu como sede da Secretaria-Geral do Governo do Estado de Goiás; sendo tombado pelo Instituto do Patrimônio Histórico e Artístico Nacional. Atualmente é a sede da Secretaria da Cultura do Estado de Goiás.